# Olympique Lillois
Olympique Lillois was een Franse voetbalclub uit Rijsel (Lille). De club was vrij succesvol en was de allereerste Franse proflandskampioen in 1932/33. In 1944 fuseerde de club met stadsrivaal SC Fives en werd zo de grote club Lille OSC.

## Geschiedenis

### Oprichting tot aan WOI
De club werd opgericht in 1902. Tot de jaren 30 was er geen professioneel kampioenschap in Frankrijk en bestreden regionale kampioenen elkaar. In 1911 werd Lillois kampioen in de regio noord en plaatste zich zo voor de eindronde. De club bereikte de kwartfinale waarin het verslagen werd door FC Rouen. Twee jaar later was het opnieuw Rouen die de club in de kwartfinale stopte. In 1914 kon de club eindelijk winnen van Rouen en plaatste zich zo voor het eerst voor de halve finale waarin het US Servannaise met 8-1 aan de kant zette. In de finale won de club met 3-0 van Olympique Cettois en mocht zich zo officieus tot kampioen kronen. In de Trophée de France versloeg de club VGA Médoc en won zo ook deze prijs. In deze tijd beschikte de club over een stadion voor 5000 toeschouwers. Hier werd ook de laatste vooroorlogse wedstrijd tussen Frankrijk en België gespeeld. Aan de vooravond van de Eerste Wereldoorlog speelden in de ploeg van Lillois niet minder dan 8 Franse internationals en 1 Belgische. Er waren ook twee supporterclubs: Allez Lille en Hardis les Dogues die samen meer dan 2000 leden telden.

### Regionaal voetbal
Na de oorlog werd de club in 1920 vicekampioen achter US Tourcoing. De volgende twee seizoenen kon de club wel de titel winnen. In 1923 en 1924 werd de club vicekampioen achter RC Roubaix en Amiens AC en moest dan enkele seizoenen wat gas terugnemen tot in 1929 opnieuw de titel gewonnen werd. Twee jaar later werd opnieuw de titel gehaald. Voorzitter Henri Jooris, die ook voorzitter was van de regionale bond was een hevige tegenstander van het profvoetbal. Stadsrivaal SC Fives werd wel een profclub en kaapte spelers weg bij Olympique. Henri Jooris stapte op bij Olympique en zijn opvolger Gabriel Caullet nam wel het profstatuut aan om zo niet te moeten onderdoen voor het kleine Fives.

### Profstatuut
In 1932/33 was de club medeoprichter van de professionele competitie. Er waren dat seizoen twee regionale groepen en Olympique werd groepswinnaar met vijf punten voorsprong op Olympique Marseille. In de finale nam de club het op tegen AS Cannes, dat wel tweede was geworden in groep B maar de plaats van FC Antibes innam. Olympique Lillois won in een spannende wedstrijd met 4-3 en mocht zich zo tot de allereerste officiële profkampioen van Frankrijk kronen. De finale vond plaats in Parijs en er kwamen 12000 toeschouwers kijken, waarvan 600 supporters uit Rijsel.
Het volgende seizoen werd de club vierde, op twee punten achterstand van FC Sète. Na een zevende plaats werd de club in 1935/36 vicekampioen achter Racing Club de Paris. De volgende seizoenen eindigde Olympique in de subtop. In 1939 verloor de club de bekerfinale van RC Paris.

### Einde van de club
Door het uitbreken van de Tweede Wereldoorlog moest de club noodgedwongen stoppen met zijn activiteiten. In 1941 begon de club opnieuw en fuseerde op 25 mei met Iris Club Lillois en werd zo O.I.C. Lille. De volgende twee seizoenen nam de club ook deel aan het kampioenschap, maar kon geen potten breken.
In de lente van 1943 kwamen de eerste gesprekken met SC Fives op gang om te fuseren. Het Vichy-regime verbood in 1943 om professioneel te voetballen en alle clubs werden nu amateurclubs. In 1943/44 speelden de meeste spelers onder de oorlogsclub Lille-Flandres. Op 23 september 1944 werd de fusie met SC Fives een feit. Aanvankelijk werd de naam Stade Lillois aangenomen. De inwoners van Lille wilden echter dat Olympique in de naam zou blijven en enkele weken later werd de naam Lille Olympique Sporting Club aangenomen.

## Erelijst
Landskampioen in 1933
Kampioen USFSA in 1914
Kampioen du Nord USFSA in 1911, 1913, 1914
Kampioen d'Honneur Nord in 1921, 1922, 1929, 1931
Trophéé de France winnaar in 1914

### Balans seizoen per seizoen
| Seizoen | Div.       | Plaats. | Wed | W  | G | V  | DV | DT. | DS  | Coupe de France   | Champ. de France USFSA |
| 1902-03 | USFSA-nord | x       | -   | -  | - | -  | -  | -   | -   | -                 | -                      |
| 1903-04 | USFSA-nord | 3       | -   | -  | - | -  | -  | -   | -   | -                 | -                      |
| 1904-05 | USFSA-nord | x       | -   | -  | - | -  | -  | -   | -   | -                 | -                      |
| 1905-06 | USFSA-nord | x       | -   | -  | - | -  | -  | -   | -   | -                 | -                      |
| 1906-07 | USFSA-nord | x       | -   | -  | - | -  | -  | -   | -   | -                 | -                      |
| 1907-08 | USFSA-nord | x       | -   | -  | - | -  | -  | -   | -   | -                 | -                      |
| 1908-09 | USFSA-nord | x       | -   | -  | - | -  | -  | -   | -   | -                 | -                      |
| 1909-10 | USFSA-nord | x       | -   | -  | - | -  | -  | -   | -   | -                 | -                      |
| 1910-11 | USFSA-nord | 1       | -   | -  | - | -  | -  | -   | -   | -                 | 1/4 f.                 |
| 1911-12 | USFSA-nord | x       | -   | -  | - | -  | -  | -   | -   | -                 | -                      |
| 1912-13 | USFSA-nord | 1       | -   | -  | - | -  | -  | -   | -   | -                 | 1/4 f.                 |
| 1913-14 | USFSA-nord | 1       | -   | -  | - | -  | -  | -   | -   | -                 | champion               |
| 1919-20 | DH-nord    | 2       | -   | -  | - | -  | -  | -   | -   | 1/4 f.            | -                      |
| 1920-21 | DH-nord    | 1       | -   | -  | - | -  | -  | -   | -   | 1/32 f.           | -                      |
| 1921-22 | DH-nord    | 1       | -   | -  | - | -  | -  | -   | -   | 1/4 f.            | -                      |
| 1922-23 | DH-nord    | 2       | -   | -  | - | -  | -  | -   | -   | 1/8 f.            | -                      |
| 1923-24 | DH-nord    | 2       | -   | -  | - | -  | -  | -   | -   | 1/16 f.           | -                      |
| 1924-25 | DH-nord    | 4       | -   | -  | - | -  | -  | -   | -   | voorronde         | -                      |
| 1925-26 | DH-nord    | 7       | -   | -  | - | -  | -  | -   | -   | 1/16 f.           | -                      |
| 1926-27 | DH-nord    | 3       | -   | -  | - | -  | -  | -   | -   | 1/4 f.            | -                      |
| 1927-28 | DH-nord    | 2       | -   | -  | - | -  | -  | -   | -   | 1/4 f.            | -                      |
| 1928-29 | DH-nord    | 1       | -   | -  | - | -  | -  | -   | -   | 1/8 f.            | -                      |
| 1929-30 | DH-nord    | 4       | -   | -  | - | -  | -  | -   | -   | 1/8 f.            | -                      |
| 1930-31 | DH-nord    | 1       | -   | -  | - | -  | -  | -   | -   | 1/8 f.            | -                      |
| 1931-32 | DH-nord    | 5       | -   | -  | - | -  | -  | -   | -   | 1/4 f.            | -                      |
| 1932/33 | D1-A       | 1       | 18  | 14 | 0 | 4  | 41 | 23  | +18 | 1/16 f.           | -                      |
| 1933/34 | D1         | 4       | 26  | 14 | 4 | 8  | 70 | 40  | +30 | 1/2 f.            | -                      |
| 1934/35 | D1         | 7       | 30  | 14 | 3 | 13 | 56 | 46  | +10 | 1/16 f.           | -                      |
| 1935/36 | D1         | 2       | 30  | 17 | 7 | 6  | 62 | 32  | +30 | 1/4 f.            | -                      |
| 1936/37 | D1         | 5       | 30  | 14 | 6 | 10 | 51 | 43  | +8  | 1/16 f.           | -                      |
| 1937/38 | D1         | 7       | 30  | 10 | 9 | 11 | 39 | 33  | +6  | 1/4 f.            | -                      |
| 1938/39 | D1         | 5       | 30  | 14 | 6 | 10 | 42 | 38  | +4  | finalist          | -                      |
| 1939-40 | n.i.       | -       | -   | -  | - | -  | -  | -   | -   | niet ingeschreven | -                      |
| 1940-41 | n.i.       | -       | -   | -  | - | -  | -  | -   | -   | niet ingeschreven | -                      |
| 1941-42 | D1-ZI      | 5       | -   | -  | - | -  | -  | -   | -   | finale ZI         | -                      |
| 1942-43 | D1-ZO      | 9       | 30  | 12 | 5 | 13 | 58 | 56  | +2  | finale ZO         | -                      |
| 1943-44 | n.i.       | -       | -   | -  | - | -  | -  | -   | -   | 1/16 f.           | -                      |

## Bekende (ex-)spelers
- Robert De Veen